# August Schmidt (duchowny)
August Schmidt (zm. w czerwcu 1932) – francuski duchowny rzymskokatolicki.

## Życiorys
Proboszcz parafii w Osthouse. Założyciel polskiej szkoły gospodarstwa domowego w Saint Ludan pod Strasburgiem, którą prowadziły siostry zakonne sercanki. Otrzymał Order Odrodzenia Polski. Zmarł w czerwcu 1932. W jego pogrzebie wziął udział polski attaché z konsulatu RP w Strasburgu, Lesław Bodeński.